# Tropidurus xanthochilus
Tropidurus xanthochilus — вид ігуаноподібних ящірок родини Tropiduridae. Ендемік Болівії.

## Поширення і екологія
Tropidurus xanthochilus мешкають в провінції Веласко в департаменті Санта-Крус на сході Болівії. Вони живуть в пальмових саванах, де ростуть Attalea princeps.

## Збереження
МСОП класифікує цей вид як вразливий. Tropidurus xanthochilus загрожує знищення природного середовища.